# Giorgi Sulava
Giorgi Sulava (in georgiano გიორგი სულავა?; Kutaisi, 14 maggio 1997) è un lottatore georgiano, specializzato nella lotta libera. Ai campionati europei di Budapest 2022 ha vinto la medaglia di bronzo nel torneo dei 74 kg.

## Palmarès
| Anno | Manifestazione  | Sede     | Evento | Risultato | Note |
| ---- | --------------- | -------- | ------ | --------- | ---- |
| 2015 | Europei junior  | Istanbul | 60 kg  | 10º       |      |
| 2015 | Mondiali junior | Salvador | 60 kg  | 17º       |      |
| 2016 | Europei junior  | Bucarest | 66 kg  | Bronzo    |      |
| 2016 | Mondiali junior | Mâcon    | 66 kg  | 26º       |      |
| 2018 | Europei U23     | Istanbul | 70 kg  | Bronzo    |      |
| 2018 | Mondiali U23    | Bucarest | 70 kg  | 7º        |      |
| 2019 | Europei U23     | Novi Sad | 74 kg  | Bronzo    |      |
| 2019 | Mondiali U23    | Budapest | 74 kg  | Bronzo    |      |
| 2022 | Europei         | Budapest | 74 kg  | Bronzo    |      |